# Георги Петков (ландшафтен архитект)
Вижте пояснителната страница за други личности с името Георги Петков.
Георги Петков Калчев е първият българин, получил академично образование по озеленяване, ландшафтна архитектура и помология.

## Биография

### Семейство
Роден е на 6 декември 1880 г. в Търново в семейството на Петко Калчев и Андони Минчева. Баща му има кафене на ул. „Иван Вазов“. Георги отглежда цветя в домашната градина и поддържа вазите по масите в кафенето с цветя.
Има братя:
- Димитър (8 март 1887 – 28 февруари 1936), учи право в Швейцария, живее и работи в Търново;
- Христо (28 януари 1894 – 11 януари 1946), учител в Разград.

През 1911 г. Георги Петков сключва брак с Пенка Иванова Абаджиева, учителка. Имат синове:
- Здравко (1912 – 1997), учи ветеринарна медицина в Белград, живее и работи във Велико Търново;
- Иван (1914 – 1995), учи право в София, живее и работи в Ловеч.

След Деветосептемврийския преврат от 1944 г. Георги Петков е преследван от властите. По случайност остава жив.

### Образование
Георги Петков завършва Мъжката гимназия в Търново (1898).
При посещение на княз Фердинанд в града получава предложение за работа в царската градина в София. Князът е впечатлен от букет рози, отгледани от Георги.
През 1900 г. със стипендия от княз Фердинанд е изпратен да учи във Версай (край Париж). След 3 години обучение и стаж в дворцовите паркове на Белгия, Нидерландия и Дания полага държавни изпити пред Министерството на земеделието на Франция. Георги Петков Калчев става първия българин, получил академично образование по озеленяване, ландшафтна архитектура и помология.

### Първа световна война
През Първата световна война е мобилизиран като санитар в Македония, а по-късно става началник на поща в Гевгели.
В околностите открива рядко срещани растения. Подарява ги на цар Фердинанд за колекцията му. Като признателност получава карта за свободно пътуване за цяла Македония. Всички редки растения изпраща в Ботаническата градина в София.

### Трудова дейност
Трудовата му дейност преминава като специалист по озеленяване и ландшафтна архитектура, помолог, преподавател в земеделски училища.
В края на 1903 г. след дипломирането си се завръща от Франция. Започва работа в парк „Врана“ – паркоустройствени работи със залесяване и засаждане на декоративна растителност, изграждане на езеро и няколко алпинеума.
Работи по проект за озеленяване на парк „Аязмото“ в Стара Загора. През 1904 г. отива с готов план в Стара Загора. Професионалната му работа се разминава с действията на митрополит Методий Кусев, който не отдава значение на биологичните особености на растителните видове на Аязмото, а сградите за градинарите и за функциониране на парка приема за резиденция на княз Фердинанд и подбужда недоволството на населението. Кметът на града Пенчо Славов подкрепя Георги Петков, но споделя с него, че митрополитът анатемосва всеки, който му се противопоставя. Под заплахата от анатема и безполезни усилия Георги Петков оставя в Общината плана за изграждане на парка и напуска Стара Загора.
Преподава в Държавно техническо земеделско училище в Образцов чифлик край Русе, във Винаро-лозарското училище в Плевен (1906). От 1912 г. е управител на Държавния лозов и овощен разсадник в Ямбол, Държавния овощен разсадник в Кюстендил, основава Държавния овощен разсадник в Ихтиман (1915).
След войната е назначен за главен общински градинар в Русе (1919). През 1930 г. семейството се установява трайно в Търново, става управител на общинските паркове и градини.
Някои от изработените планове на Георги Петков за озеленяване и ландшафт:
- зелени петна около паметниците на руските воини, загинали през Освободителната война край Свищов;
- парк около Ловната хижа музей в Търново (1925);
- Държавно девическо земеделско училище „Боруш“;
- Градски парк в Русе (1927);
- местност във Велико Търново за залесяване с черници;
- „Културна карта“ на Търновското землище със съседните села и землища;
- залесяване на района на 18 полк в Търново (1930);
- стари гробища в Търново (1930);
- зелено пространство с шадраван, игрище, място за бюстове на народни будители в железничарския пансион в Търново (1933);
- парк на Незнайния воин, Търново (1933);
- градинка при черквата „Св. св. Кирил и Методий“;
- парк на Държавна болница „Княз Борис“ (1937) с болнична централа, администрация, павилион за заразни болести, изолационен павилион, 2 гардеробни, 2 кожно-венерични павилиона, морга, параклис, пералня, цветарник, кухня, арестантски павилион, жилище за служещи;
- парк в центъра на Велико Търново, в средата с кръгъл шадраван с водоскоци.

Министерството на вътрешните работи и народното здраве на 14.09.1939 г. одобрява неговия план за залесяване на Търново и необходимия кредит:
- на хълма Царевец с 32 000 фиданки чер бор;
- на Картала с 32 000 акации;
- на хълма Трапезица с 19 200 акации;
- около туристическата хижа Хисаря и старите църкви (да се засадят екзотични видове: дугласка ела, сребрист смърч, китайски мехурник, американски червен дъб, турска леска, трепетлика и плачеща върба);
- на хълма „Света гора“ и южния склон на града (да се залесят с акация, липа и малко бор).

На 16.10.1939 г. Г. Петков получава поздравително писмо от министър Никола Недев, а Общината – държавен кредит от 50 000 лв.
На Г. Петков е възложен ландшафтът около стадион „Васил Левски“ в София. Изработва проект за водоснабдяване на водните площи на Борисовата градина от извора на „Свободата“ при Братската могила до главния вход на парка при „Орлов мост“. Разработва озеленяването на парка на 0,5 километър от началото на бул. „Драган Цанков“ заедно с водните площи.
Предава своя опит, познание и специализирана литература на Иван Халваджиев, с когото работят в Общинската служба по озеленяване в Търново. След пенсионирането си продължава да работи с него. Иван Халваджиев създава най-добра инфраструктура на предприятие в България – в Комбината за радиотехническа апаратура (Велико Търново), открит през 1963 г. Там засажда разнообразни видове дървета и храсти. Изгражда оранжерия, алпинеум с езеро, вази от цветя, образите на Георги Димитров и Ленин също от цветя.
Личният архив на Георги Петков се съхранява в Регионалния държавен архив, Велико Търново.

### Обществена дейност
- Автор на Правилника за земеделските училища в Княжество България, утвърден е с указ № 78/30.05.1906 г.
- В местния периодичен печат публикува материали, в които дава насоки на съгражданите си как да развиват овощарството в града и околностите, как да опазват природата.
- Води учителски курсове по градинарство, за създаване на училищни градини. Първият проведен курс е от 29 август до 5 септември 1931 г.
- Автор на книгата „Пълно техническо ръководство по овощарство“ (1943) с научните му експерименти и новите технически постижения в областта на овощарството. Издава част от книгата.
- Създава албум с изсушени образци на растения, болни от разни болести.
- Редовен член е на Дружеството на българските агрономи. Участва във всички конгреси.
- В Търново е известен пчелар. Член е на Управителния съвет на Пчеларското дружество. Изнася лекции по пчеларство в града и региона.
- Член е на Управителния съвет на Ловно дружество „Сокол“, създадено през 1884 г. в Търново.
- Член е на Дружеството на препараторите в Търново.

### Дарения
- През 1933 г. Георги Петков прави дарение на Читалище „Надежда“, Търново от 82 тома литература по градинарство, овощарство и земеделие, предимно на френски език.
- През 1936 г. дарява 64 тома книги на Окръжната библиотека, Търново.

## Галерия
- Градинар в Царската градина, София 1899
- Георги Петков на практика в градините на Версай, 1903
- Диплом на Георги Петков, 1903
- Георги Петков в Стара Загора, 1905
- Правилник за низшите земеделски училища в Княжеството, 1906
- Венчаването на Георги Петков и Пенка Абаджиева 06.11.1911
- Г. Петков в Държавен лозов и овощен разсадник гр. Ямбол, 01.08.1914
- Първа световна война, 1915, санитар
- Първа световна война, 1917
- Първа световна война, началник на поща в Гевгели, Македония
- Със синовете си и градинари във „Врана“, 1919
- Управителен съвет на Ловно др-во „Сокол“, 1922
- Учителски курс по градинарство за училища на Г. Петков (29.08-05.09.1931), Търново
- Учителски курс по овощарство на Г. Петков за създаване на училищни градини
- Семейство Петкови
- Георги Петков, 1940
- Пълно техническо ръководство по овощарство (извлечение), 1943
- Георги Петков, 1955
- Участници в конференция на градинари-декоратори с лектор Г. Петков, 1957
- Курс по пчеларство с лектор Г. Петков
- Г. Петков с последните си приятели – семейството на Патрунчев (преподавател по цигулка); Елена (преподава пиано) и Стефанка Гешеви (сестри на Никола Хр. Гешев), 1966